# Нізамі Генджеві
Нізамі́ Гянджеві́ Абу Муха́мед Ілья́с ібн-Юсу́ф, (бл. 1141, Гянджа — 1209, Гянджа) — перський поет-мислитель, класик перської поезії, один з найбільших поетів середньовічного Сходу, писав перською (на основі арабського алфавіту). Його спадщину цінують як національну в Азербайджані, Ірані, Туреччині, Афганістані, Таджикистані та ін.
Основний його твір «П'ятериця» («Хамсе») складається з п'яти поем. В останній чверті XII століття, коли Нізамі починав працювати над поемами, які увійшли до книги «Хамсе» («П'ятериця»), верховна влада сельджуків переживала занепад, а політичні хвилювання і соціальне занепокоєння наростали. Тим не менш, перська культура переживала розквіт саме тоді, коли політична влада була радше розсіяна, ніж централізована, і таким чином перська мова залишалася основною мовою, перські чиновники користувалися великим попитом, перські купці успішно торгували, а князівства продовжували змагатися між собою в наймі на службу перських поетів. Це особливо відповідало істині в Гянджі — віддаленому перському аванпості, де жив Нізамі, місті, яке в той час мало переважно іранське населення. У поемі «Сім красунь» змалював образ сміливої і мужньої руської дівчини, виявив велику повагу до Русі. Похований Нізамі біля міста Гянджі.
На його честь названо астероїд 3770 Нізамі

## Біографія
Про життя Нізамі відомо мало, єдиним джерелом інформації про нього є його твори, в яких також не міститься достатньої кількості надійної інформації про його особисте життя, в результаті чого його ім'я оточене безліччю легенд, які ще більше прикрасили його наступні біографи.

### Ім'я та літературний псевдонім
Особисте ім'я поета — Ільяс, його батька звали Юсуф, діда Закі; після народження сина Мухаммада ім'я останнього також увійшло в повне ім'я поета, яке таким чином стало звучати: Абу Мухаммад Ільяс ібн Юсуф ібн Заки Муайяд, а в якості літературного псевдоніма («лакаб») він вибрав ім'я «Нізамі», яке деякі автори середньовічних «тазкірат» (тадхірат, тадкірат), тобто «біографій», пояснюють тим, що ремесло вишивання було справою його сім'ї, від якого Нізамі відмовився, щоб писати поетичні твори, над якими він працював з терплячістю вишивальника. Його офіційне ім'я — Нізам ад-Дін Абу Мухаммад Ільяс ібн Юсуф ібн Заки ібн Муайяд. Ян Рипка призводить ще одну форму його офіційного імені Хакім Джамал ад-Дін Абу Мухаммад Ільяс ібн Юсуф ібн Заки ібн Муайяд Нізамі.
За віросповіданням Нізамі був сунітом.

### Дата та місце народження
Точна дата народження Нізамі невідома. Відомо тільки, що Нізамі народився між 1140—1146 (535—540) роками. Біографи Нізамі і деякі сучасні дослідники розходяться на шість років щодо точної дати його народження (535-40 / 1141). За традицією, що склалася, роком народження Нізамі прийнято вважати 1141 рік, який офіційно визнаний ЮНЕСКО. На цей рік вказує сам Нізамі в поемі «Хосров і Ширін», де в розділі "На виправдання твори цієї книги поет вказував що народився під знаком Лева. Ще на початку роботи над поемою йому було сорок років, а він почав її в 575 році Гіджри. Виходить, що Нізамі народився в 535 році гіджри (тобто в 1141 році). Того року сонце знаходилося в сузір'ї Лева з 17 по 22 серпня, з чого випливає, що Нізамі Гянджеві народився між 17 і 22 серпня 1141 року.
Місце народження поета довгий час викликало суперечки. Хаджі Лютфі Алі Бей в біографічному творі «Атешкіда» (XVIII століття) називає Кум у центральному Ірані. Однак більшість біографів вважають, що в Кумі народився батько поета, сам же поет народився в Гянджі.

### Батьки і родичі
Батько Нізамі, Юсуф ібн Закі, мігрував у Гянджу з Кума (Іран), можливо він був чиновником. Мати, Ра'іса, мала іранське походження, за словами самого Нізамі, була курдянкою, ймовірно, дочкою вождя курдського племені, і, за деякими припущеннями, була пов'язана з курдської династією Шеддадідів, яка правила у Гянджі до Атабеків.
Батьки поета рано померли. Після смерті батька Ільяса виховувала мати, а після смерті останньої — брат матері Ходжа Умар.
Доулатшах Самарканд (1438—1491) в своєму трактаті «Тазкірат ош-шоара» («Записці про поетів») (закінчений в 1487 році) згадує брата Нізамі на ім'я Ківамі Мутаррізі, який також був поетом.

### Освіта
Нізамі був по стандартам свого часу, блискуче освічений. Тоді передбачалося, що поети повинні бути добре обізнані в багатьох дисциплінах. Однак, і при таких вимогах до поетів Нізамі виділявся своєю вченістю: його поеми свідчать не тільки про його прекрасне знання арабської і перської літератур, усній і письмовій традицій, а й математики, астрономії, астрології, алхімії, медицини, ботаніки, богослов'я, тлумачень Корану, ісламського права, християнства, юдаїзму, іранських міфів і легенд, історії, етики, філософії, езотерики, музики та образотворчого мистецтва.
Про життя Нізамі збереглося мало інформації, але точно відомо, що він не був придворним поетом, оскільки побоювався, що в такій ролі він втратить чесність, і хотів, перш за все, свободи творчості. Разом з тим, за традицією, свої твори Нізамі присвячував правителям з різних династій. Так, поему «Лейлі і Меджнун» Нізамі присвятив Ширваншаху, а поему «Сім красунь» — супернику Ільдегізидів — одному з атабеків Марагі (Ахмаділізів) Ала ал-Діну.
Нізамі, як вказувалося, жив в Гянджі. Він був одружений тричі. Перша і кохана дружина, рабиня-половчанка Афак (якій він присвятив багато віршів), «велична виглядом, прекрасна, розумна», була подарована йому правителем Дербента Дара Музаффарр ад-Діном приблизно в 1170 році. Нізамі, звільнивши Афак, одружився з нею. Близько 1174 р у них народився син, якого назвали Мухаммед. У 1178 або 1179 році, коли Нізамі закінчував поему «Хосров і Ширін», його дружина Афак померла. Дві інші дружини Нізамі також померли передчасно, до того ж, що смерть кожної з дружин збігалася із завершенням Нізамі нової епічної поеми.
Нізамі жив в епоху політичної нестабільності та інтенсивної інтелектуальної активності, що відображено в його поемах і віршах. Нічого не відомо про його взаємини з його покровителями, як і не відомі точні дати, коли були написані його окремі твори, так як багато є плодом фантазій його біографів, які жили пізніше нього. За життя Нізамі удостоювався почестей і користувався повагою. Зберігся переказ про те, що Атабеков марно запрошував Нізамі до двору, але отримав відмову, однак вважаючи поета святою людиною, подарував Нізамі п'ять тисяч і динарів, а пізніше передав йому у володіння 14 сіл.
Відомості про дату його смерті суперечливі також, як і дата його народження. Середньовічні біографи вказують різні дані, розходячись приблизно на тридцять сім років (575—613 / 1180—1217) у визначенні року смерті Нізамі. Зараз тільки точно відомо, Нізамі помер у 13 столітті. Датування смерті Нізамі 605 роком гіджри (1208/1209 рік) заснована на арабської написи з Гянджі, опублікованій Бертельсом.

## Творчість

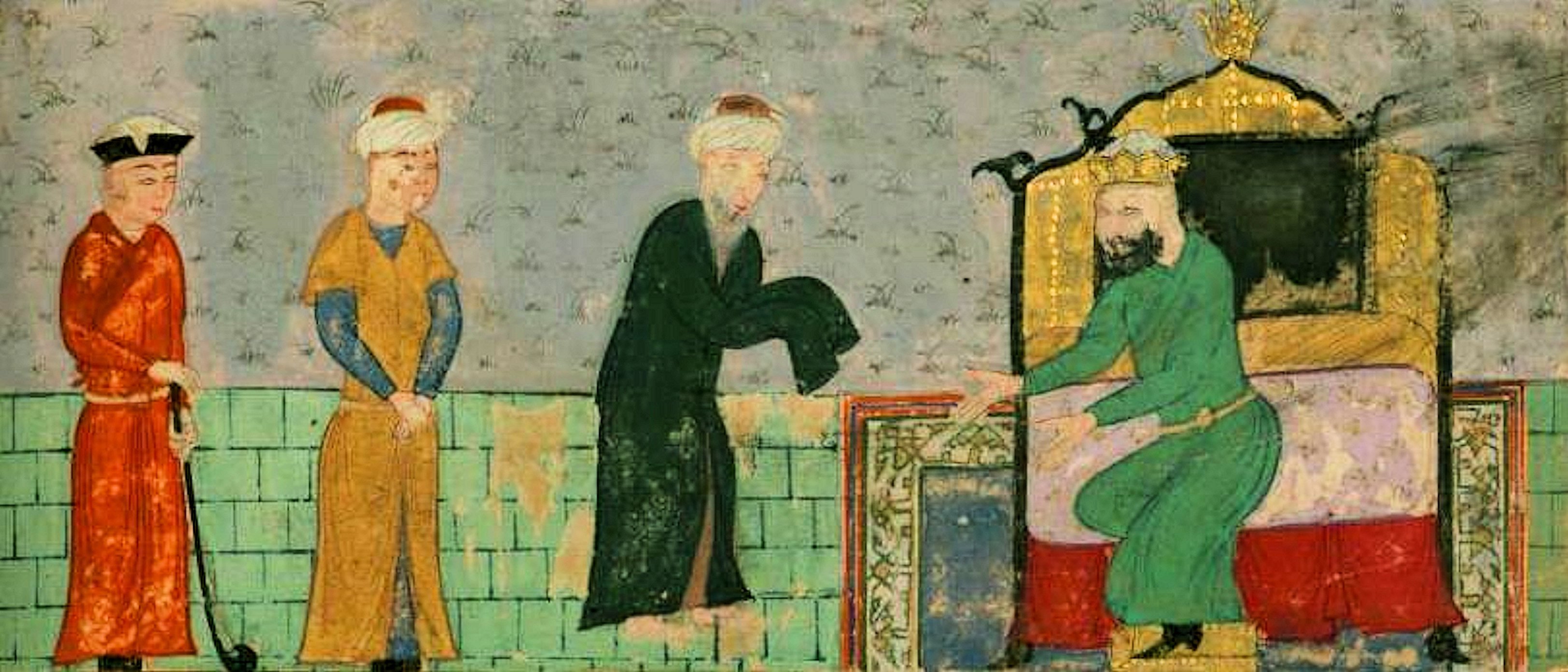
Правитель Держави Ільдегизів Кизил-Арслан приймає Нізаві. Мініатюра з рукопису 1481 року, Художній музей Волтерс

Культура Персії епохи Нізамі знаменита завдяки традиції, яка має глибоке коріння, пишності і розкоші. У доісламські часи вона розвинула надзвичайно багаті і безпомилкові засоби вираження в музиці, архітектурі і в літературі, хоча Іран, її центр, був постійно піддається набігам армій і іммігрантів, ця традиція була в стані увібрати в себе, трансформувати і повністю подолати проникнення чужорідного елемента. Александр Великий був тільки одним з багатьох завойовників, хто був полонений перським способом життя.
Нізамі був типовим продуктом іранської культури. Він створив міст між ісламським і доісламським Іраном, а також між Іраном і всім древнім світом. Хоча Нізамі Гянджеві жив на Кавказі — на периферії Персії, в своїй творчості він продемонстрував доцентрову тенденцію, яка проявляється у всій перської літератури, як з точки зору єдності її мови і змісту, так і в сенсі громадянської єдності, і в поемі «Сім красунь» написав, що Іран — «серце світу» (в російському перекладі «душа світу»).

### Стиль і світогляд

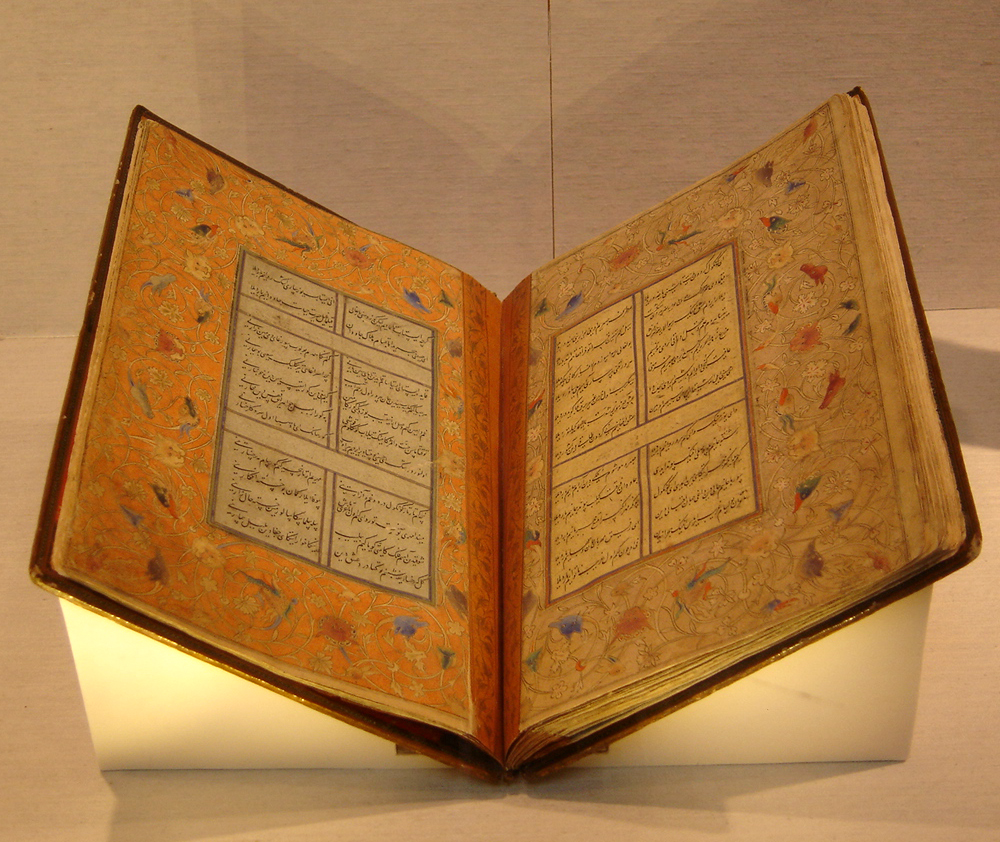
Рукопис «Хамсе», 1524—1525, Афганістан, Герат, Музей мистецтва Метрополітен, Нью-Йорк

Нізамі писав поетичні твори, але вони відрізняються драматичністю. Сюжет його романтичних поем ретельно побудований так, щоб посилити психологічну складність оповідання. Його герої живуть під тиском дії і повинні терміново приймати рішення, щоб пізнати самих себе і інших. Він малює психологічні портрети своїх героїв, розкриваючи багатство і складність людської душі, коли вони стикаються з сильною і незламною любов'ю.
З однаковою майстерністю і глибиною Нізамі зобразив як простих людей, так і царствених осіб. З особливим теплом Нізамі зобразив ремісників і майстрових. Нізамі намалював образи художників, скульпторів, архітекторів і музикантів, які часто ставали ключовими образами в його поемах. Нізамі був майстром жанру романтичного епосу. У своїх чуттєво-еротичних віршах Нізамі пояснює, що змушує людські істоти вести себе так, як вони, розкриваючи їх безрозсудність і велич, їх боротьбу, пристрасті і трагедії.
Нізамі був поетом-містиком, проте в творчості Нізамі неможливо відокремити містичне від еротики, духовне від світського. Його містицизм з характерним для того символізмом ґрунтується на суті суфійської концепції. Разом з тим, відомо, що офіційно Нізамі не був прийнятий в будь-якій суфійський орден. Більш ймовірно, що Нізамі представляв аскетичний містицизм, схожий з містицизмом Газалі і Аттара, до якого схильність поета до незалежних суджень і вчинків додала більш помітні особливості.

### Твори
До наших днів збереглася лише невелика частина ліричної поезії Нізамі, в основному це касиди (оди) і газелі (ліричні вірші). Збережений ліричний «Диван» Нізамі становить 6 касид, 116 газелей, 2 кіт'а і 30 рубаї. Однак, за словами середньовічних біографів Нізамі, це лише невелика частина його лірики. Невелике число його рубаї (чотиривіршів) збереглися в антології перської поезії Нузол-Маджаліс, складеної перським поетом XIII в. Джамалом ал-Діном Халілом Ширвані, проте вперше описаної тільки 1932 року.
'Хамсе' («П'ятериця»)

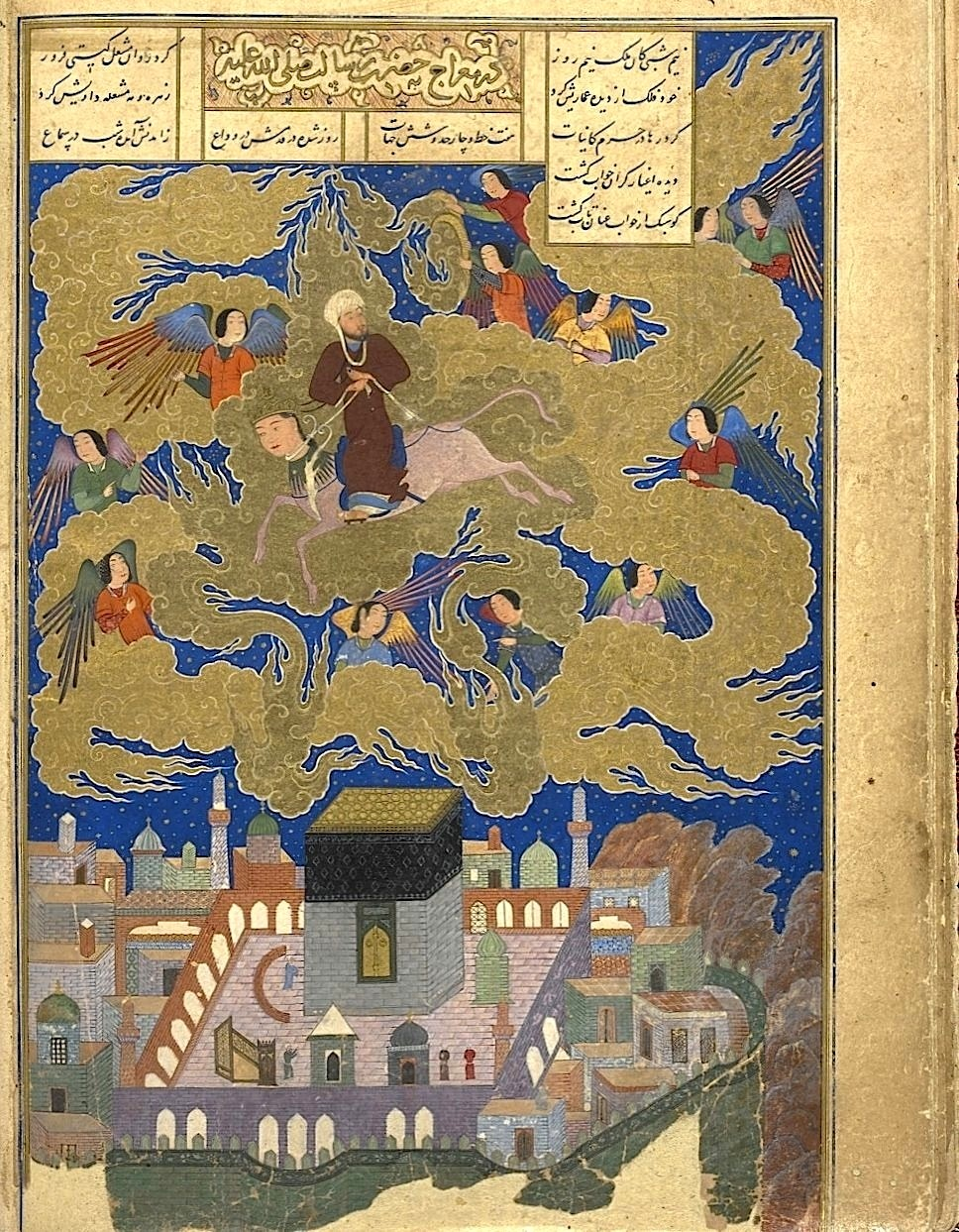
Мініатюра з рукопису Хамсе, датована 1494 р., що зображає сходження Пророка Мухаммеда на Бураку з Мекки на небеса (Мірадж), а також багатокрилого Архангела Гавриїла (праворуч)

Основними творами Нізамі є п'ять поем, об'єднаних загальною назвою «Панджа Ганджа», що перекладається з перської як «П'ять коштовностей», більш відомих як «П'ятериця» (від «хамса» — перської вимови арабського слова «Хаміса» — «п'ять»).
- Поема «Махсан аль-Асрар» (перс. مخزن الاسرار) — «Скарбниця таємниць», написана 1163 року (хоча деякі дослідники датують її 1176 роком), присвячена правителю Ерзінджану Фахр ад-дину Бахрам-шаху (1155—1218).
- Поема «Хосров і Ширін» (перс. خسرو و شیرین) була написана протягом 16 місячних років між 1175/1176 та 1191 року і присвячена сельджуцькому султану Тогрулу III (1175—1194), атабеку Мухаммаду ібн Елдігізу Джахан Пахлавану (1175—1186) і його братові Кизил-Арслану (1186—1191).
- Поема «Лейлі та Меджнун» (перс. لیلی و مجنون), написана у 1188 році, присвячена ширваншаху Ахсітану I (1160—1196). Українською мовою поему переклав Леонід Первомайський[5].
- Поема «Сім красунь» («Хафт Пейкар», перс. هفت پیکر) написана в 1197 році і присвячена правителю Марагі Аладдіну Курп-Арслану.
- Поема «Іскандер-наме» (перс. اسکندرنامه), назва якої перекладається як «Книга Александра», написана між 1194 і 1202 рр. і присвячена малеку Ахару Носрат-ал-Дін Біскін бін Мохаммаду з династії Пішкінідів (1155—1231) грузинського походження, які були васалами Шеддадідів Аррану.

Слід зазначити, що в поемах Нізамі містяться унікальні дані, які збереглися до наших днів саме завдяки його описам. Так, наприклад, одним з предметів чарівності «Хамса» є детальні описи музикантів, що зробило поеми Нізамі головним джерелом сучасних знань про перською музичній творчості і музичних інструментах XII століття. Незважаючи на інтерес Нізамі до звичайних людей, поет не заперечував інститут монархічної форми правління і вважав, що вона є інтегральною, духовною і священною частиною перського способу життя.

## Світове визнання. Пам'ять

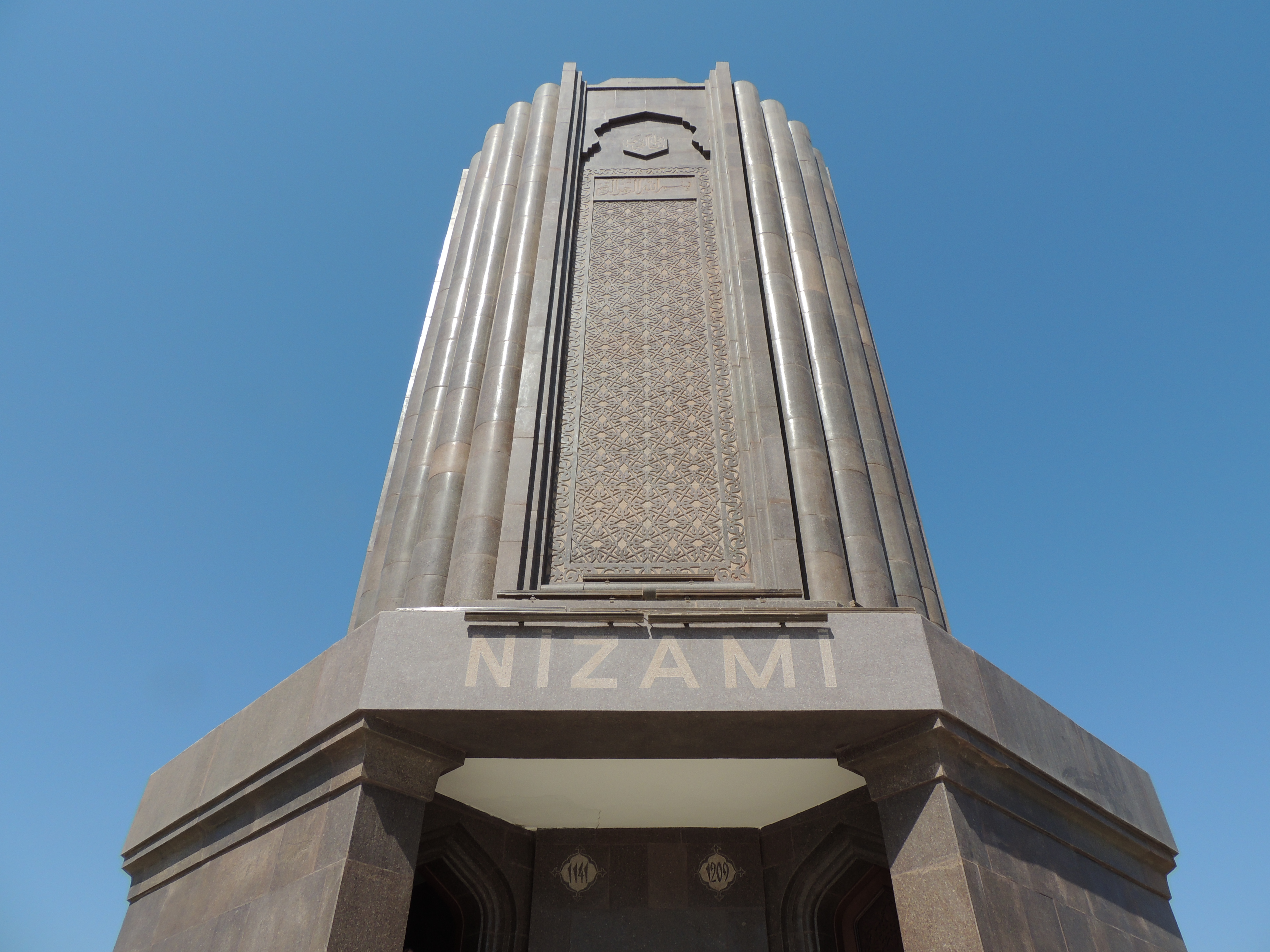
Мавзолей Нізамі в Гянджі/ Азербайджан

ЮНЕСКО, визнавши роком народження Нізамі 1141 рік, 1991 рік оголосила роком Нізамі на честь 850-річчя поета. На честь 850-річчя від дня народження Нізамі в 1991 році міжнародні конгреси, присвячені Нізамі, пройшли у Вашингтоні, Лос-Анджелесі, Лондоні та Тебризі.
У 1940 році Газанфар Халик пише портрет Нізамі Гянджеві, який зберігається в Музеї азербайджанської літератури, що носять ім'я поета.
У 1940 році азербайджанський письменник Мехті Гусейн написав п'єсу «Нізамі», де відтворив образ великого поета Сходу.
У 1947 році в Гянджі був споруджений мавзолей поета (на місці стародавнього, на той час зруйнованого).
У 1948 році азербайджанським письменником Мамед Саїдом Ордубади був написаний історичний роман «Меч і перо», присвячений Нізамі Гянджеві.

## Скульптура

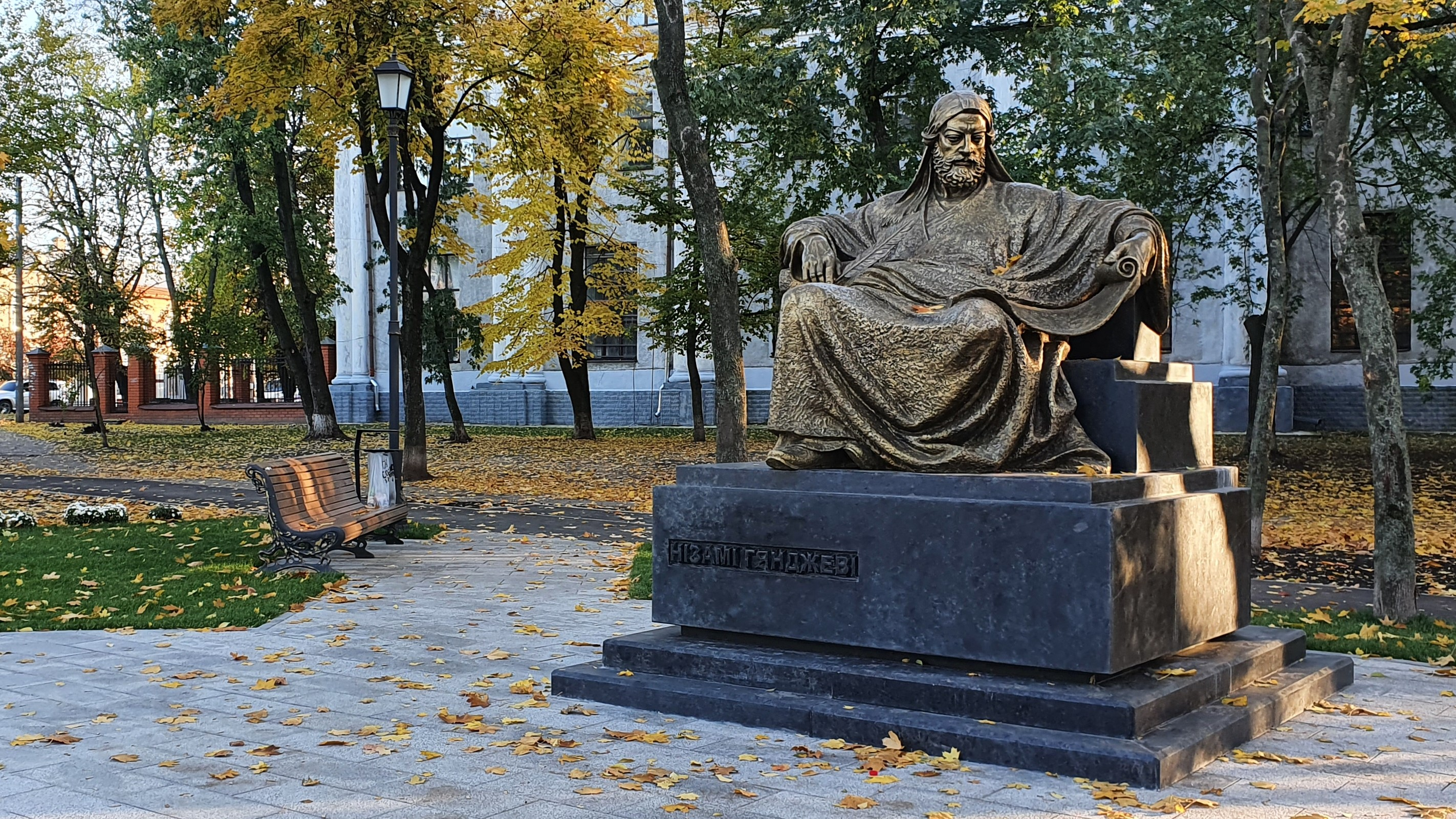
Пам'ятник Нізамі́ Гянджеві́ у Харкові

- У 2016 році в Любляні (Словенія) було відкрито Пам'ятник харківського скульптора Сейфаддіна Гурбанова.
- 15 вересня 2021 р. на майдані Фейєрбаха у Харкові відкрили перший в Україні Нізамі Гянджеві. Пам'ятник встановили на честь 880-ої річниці від дня народження поета за ініціативою Посольства Азербайджанської Республіки в Україні. Автор пам'ятника — скульптор Катіб Сафар-огли Мамедов.[6]
- Вулиця Нізамі у містах Азербайджану. Також є вулиця у Кривому Розі.
- Пам'ятник Нізамі Гянджеві (Гянджа)
- Пам'ятник Нізамі Гянджеві (Кишинів)
- Пам'ятник Нізамі Гянджеві (Москва)
- Пам'ятник Нізамі Гянджеві (Ташкент)
- Пам'ятник Нізамі Гянджеві (Харків)